# Taktisches Luftwaffengeschwader 71 „Richthofen“
Das Taktische Luftwaffengeschwader 71 „Richthofen“ (TaktLwG 71 „R“) ist ein Traditionsverband der Luftwaffe. Stationiert ist das TaktLwG 71 „R“ auf dem Fliegerhorst Wittmundhafen, Geschwaderstab und Truppenunterkunft befinden sich in der Kaserne am Stadtrand von Wittmund. Das Geschwader stellt die Alarmrotte für den norddeutschen Raum. Das aktuell verwendete Flugzeugmuster ist der Eurofighter Typhoon. Der Verband wurde 1958 als Jagdgeschwader 71 aufgestellt. Im Jahre 1961 wurde ihm der Traditionsname „Richthofen“ verliehen. Im Zuge der Außerdienststellung des Waffensystems F-4F Phantom II wurde im Jahre 2013 das Geschwader verkleinert und als Taktische Luftwaffengruppe „Richthofen“ dem Taktischen Luftwaffengeschwader 31 „Boelcke“ unterstellt. Am 1. Juli 2016 wurde aus der taktischen Luftwaffengruppe wieder ein eigenständiges Geschwader. Es verfügt über bis zu 28 Eurofighter Typhoon.

## Auftrag
Die wesentliche Aufgabe des Geschwaders in Friedenszeiten ist die Stellung der sogenannten Alarmrotte (engl. Quick Reaction Alert; QRA) für den Norden des Bundesgebiets.

## Geschichte

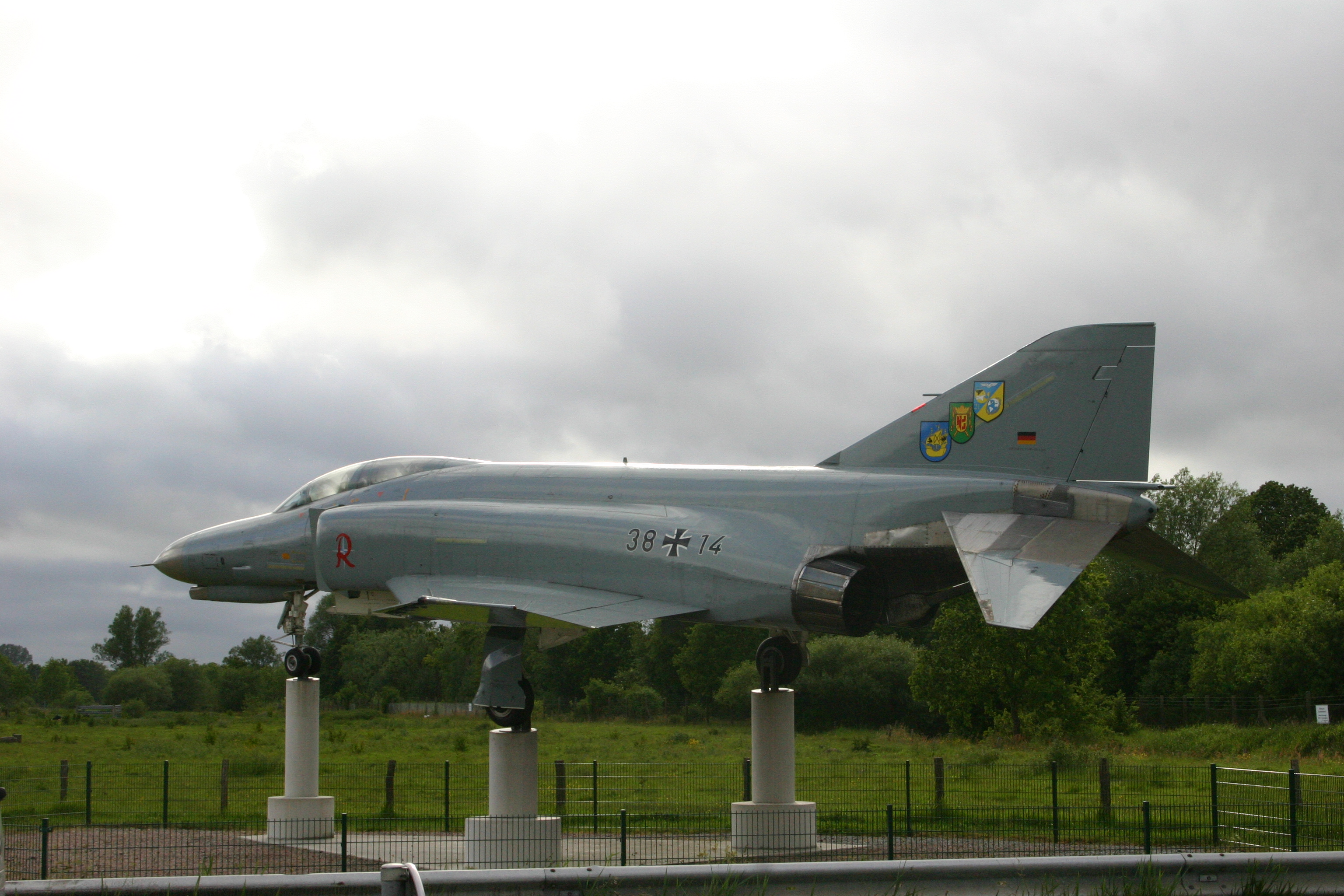
Ausgemusterte „F-4F Phantom II“ (Kennzeichen 38+14), aufgeständert seit 15. Oktober 2006 an der Kreuzung Isumser Straße/B210 nahe der Kaserne

### 1958–1963: Sabre

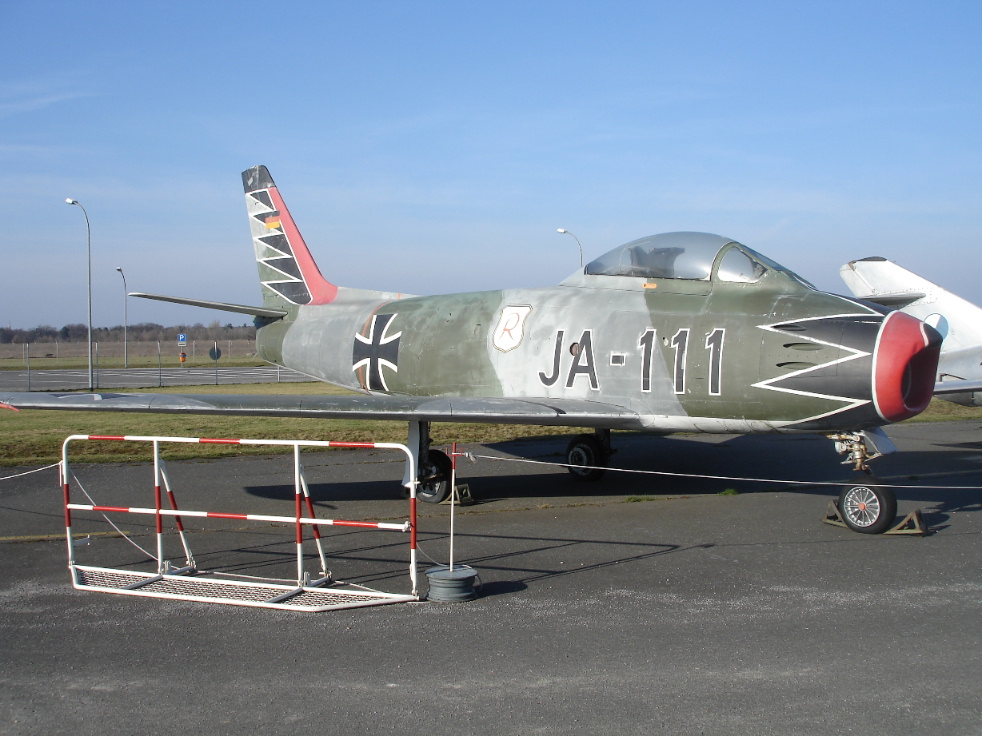
Erich Hartmanns F- 86E Sabre mit der für ihn charakteristischen schwarzen Tulpe

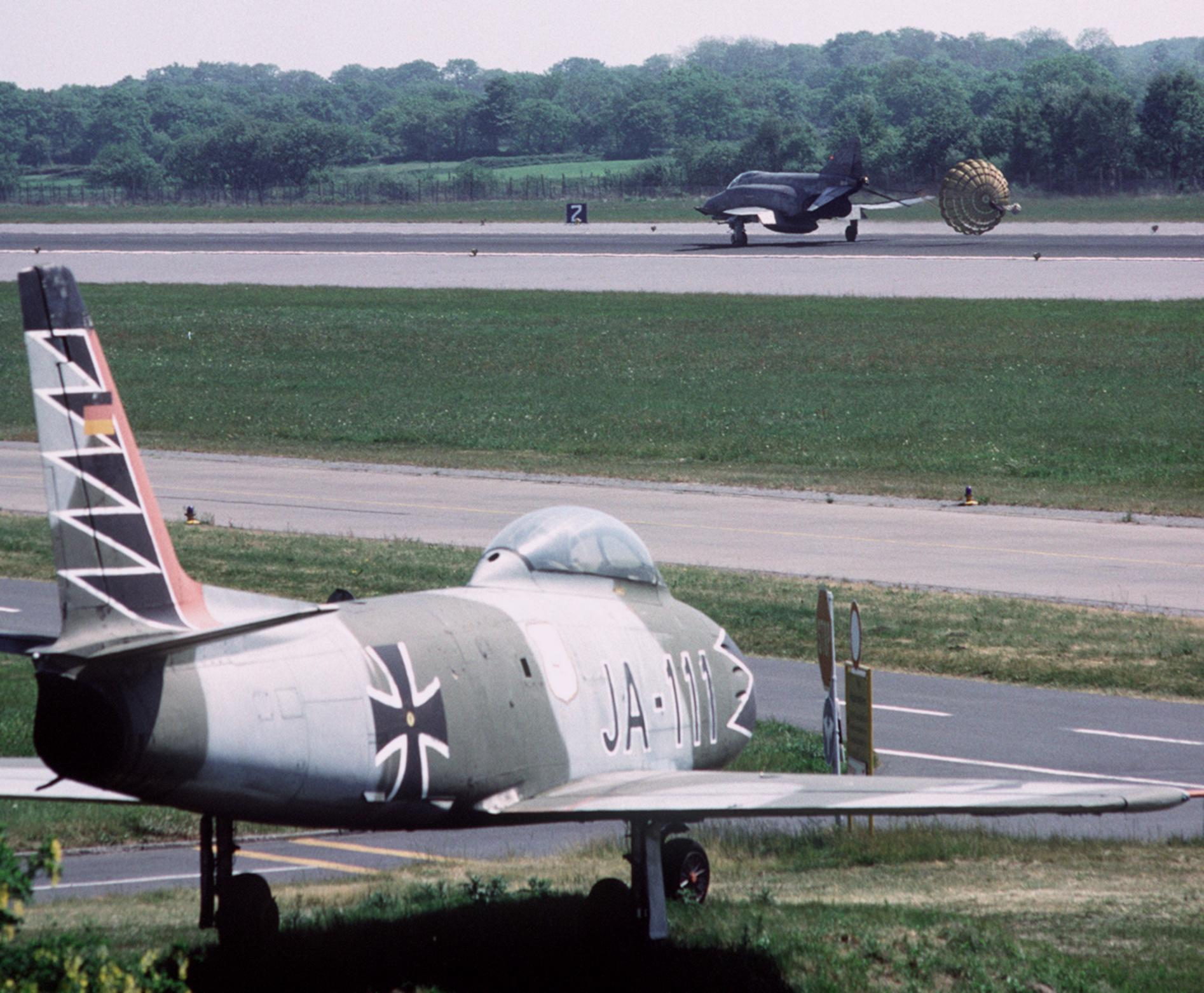
Dieselbe Sabre Mk.6 und F-4F 1989 in Wittmundhafen

Am 30. August 1958 erfolgte während des Kalten Krieges die Aufstellung der Fliegerhorstgruppe auf dem Fliegerhorst Ahlhorn, der am 15. Oktober 1958 von der Royal Air Force übernommen wurde. Kommodore Erich Hartmann, der erfolgreichste Jagdflieger in der Geschichte und Angehöriger der Waffenschule der Luftwaffe 10 in Oldenburg, landete zusammen mit Oberstleutnant Peters am 26. Februar 1959 die ersten Jagdflugzeuge vom Typ Canadair CL-13B Mk.6 (F-86E Sabre), ein kanadischer Lizenzbau der US-amerikanischen North American F-86E, in Ahlhorn.
Am 13. März 1959 besuchte der Bundesminister für Verteidigung, Franz Josef Strauß, den Fliegerhorst Ahlhorn mit den neuen Jagdflugzeugen.
Am 6. Juni 1959 wurde das Jagdgeschwader 71 (JG 71) offiziell durch den Inspekteur der Luftwaffe, Josef Kammhuber in Ahlhorn mit rund 50 Sabre in Dienst gestellt.
Am 12. Mai 1960 besuchte der Oberbefehlshaber der französischen Luftwaffe, Général d’armée aérienne Paul Stehlin das Geschwader.
Am 1. Juni 1960 wurde das Geschwader der NATO als „Command Force“ (NATO CF) unterstellt und gehörte zum Kommandobereich der 3. Luftverteidigungsdivision in Münster. Zwei Abfangjäger wurden dabei rund um die Uhr als Alarmrotte (Quick Reaction Alert) in Alarmbereitschaft gehalten.
Zum 43. Todestag des Freiherrn Manfred von Richthofen wurde dem Jagdgeschwader am 21. April 1961 vom damaligen Bundespräsidenten Heinrich Lübke der Traditionsname „Richthofen“ verliehen. Unter Fortführung der Tradition des Jagdgeschwaders 2 „Richthofen“ wurde dessen Emblem, ein stilisiertes rotes R, ergänzt durch den NATO-Stern, zum Verbandswappen. Die Anregung hierzu kam von Erich Hartmann, der auch die Bugbemalung seines Flugzeugs aus der Kriegszeit, eine stilisierte schwarze Tulpe, auf seine aktuelle Maschine übertragen ließ.
Am 22. Februar 1962 erfolgte die Unterstellung zur 4. Luftverteidigungsdivision (ab 1963: 4. Luftwaffendivision) in Aurich. Anfang März 1962 wurde ein Vorauskommando unter Führung des Kommandeurs der Technischen Gruppe zur Vorbereitung der Übernahme des Geräts für das Kampfflugzeug F-104 Starfighter zum Fliegerhorst Wittmundhafen verlegt. Vom 26. bis 30. April 1962 wurden alle Sabre des Geschwaders von Ahlhorn nach Wittmundhafen überführt.

### 1963–1973: Starfighter
Am 9. April 1963 landeten die ersten F-104 Starfighter in Wittmund: Kennzeichen KH+112 durch Oberleutnant Manfred Fischer und HK+114 durch Oberleutnant Diether von Olleschik. Damit war es das erste Jagdgeschwader der Bundeswehr, das mit diesem Flugzeugmuster ausgerüstet wurde.
Am 24. April 1965 stiftete Bundespräsident Heinrich Lübke in München allen Verbänden der Luftwaffe eine Truppenfahne, darunter auch dem JG 71. Am 28. Juli 1966 besuchte Verteidigungsminister Kai-Uwe von Hassel das Geschwader. Am 22. September 1966 übernahm das Geschwader neu errichtete Abstellhallen für die F-104, die bis dahin im Freien gestanden hatten. Bei der taktischen Überprüfung durch die NATO (TAC EVAL; Tactical Evaluation) vom 2. bis 5. Juni 1970 schloss das Geschwader mit der Endbewertung „Excellent“ ab und am 24. September 1970 zeichnete der Kommandierende General der Luftwaffengruppe Nord Generalleutnant Helmut Mahlke die 1. Jagdstaffel des Geschwaders als beste Einheit der 4. Luftwaffendivision aus.
Bis März 1973 wurden mit den F-104G des Geschwaders rund 75.000 Flugstunden geleistet.

### 1973–2013: Phantom

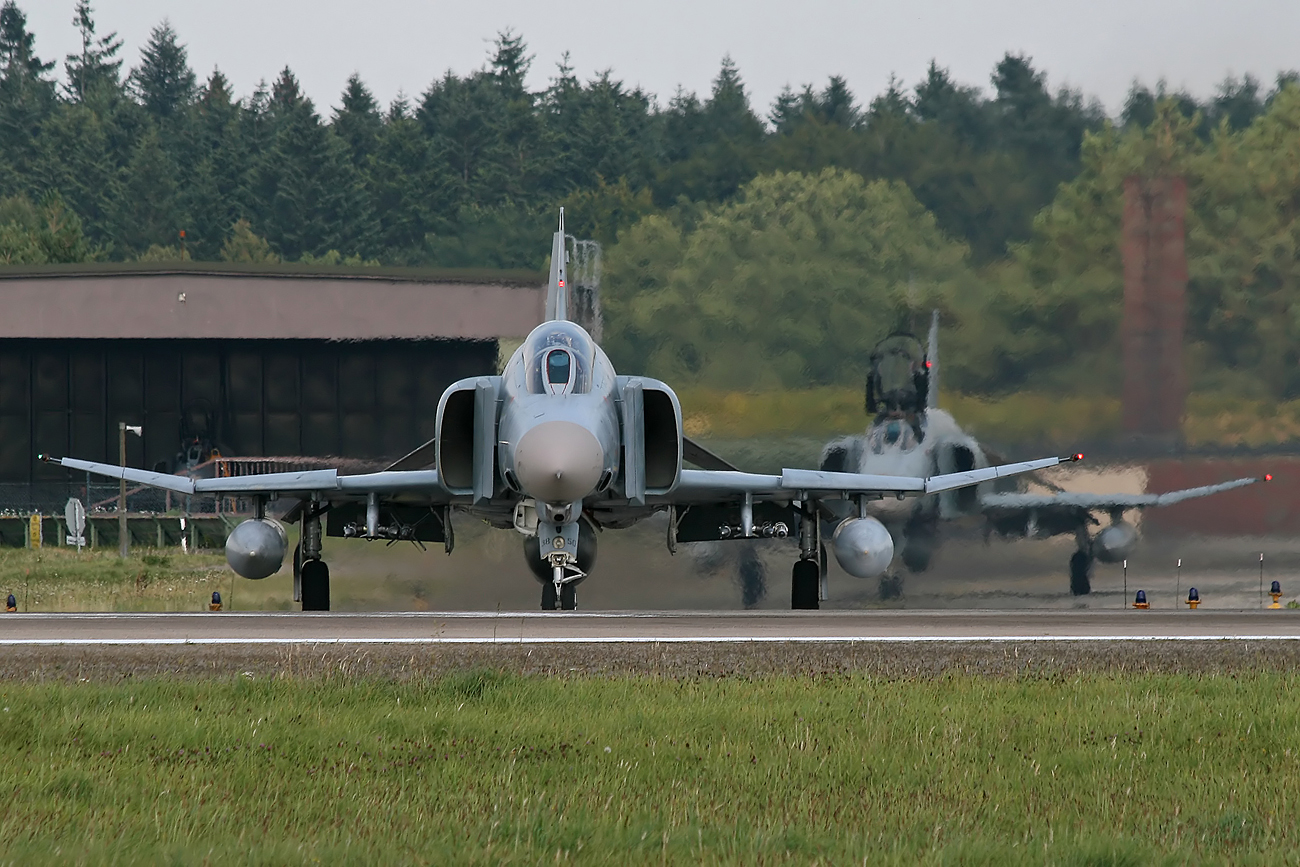
Eine aus McDonnell Douglas F-4F Phantom II bestehende Alarmrotte des JG71 auf dem Weg vom „Last Chance Check“ zur Startbahn, 2012

Am 31. August 1973 landeten die ersten zwei Kampfflugzeuge vom Typ F-4F Phantom II in Wittmundhafen zur Umschulung der Techniker auf das neue Waffensystem.
Am 31. Januar 1974 wurde die Assignierung des Geschwaders zur NATO aufgehoben. Die ersten beiden für das Geschwader vorgesehenen F-4F Phantom landeten am 7. März 1974 auf dem Fliegerhorst und der letzte Flug mit der F-104G Starfighter wurde am 19. September 1974 durch Hauptmann Harry Giese zum Fliegerhorst Erding durchgeführt.
Ab dem 1. April 1975 wurde das Geschwader wieder der NATO unterstellt und ihm wird auch der Auftrag für Jagdbomber-Einsätze erteilt. Am 12. März 1975 erhielt das Geschwader aufgrund einer Umbettung den Grabstein von der Grabstätte Manfred von Richthofens vom Berliner Invalidenfriedhof als Geschenk durch die Familie von Richthofen. Am 15. Mai 1975 besuchten Bundespräsident Walter Scheel, Staatssekretär Helmut Fingerhut und der Inspekteur der Luftwaffe, Generalleutnant Gerhard Limberg, das Geschwader.
Am 27. März 1976 wurde das Unteroffiziersheim des Geschwaders durch einen Großbrand völlig zerstört.
Am 18. März 1980 wurde den beiden Piloten Hauptmann Manfred Peters und Hauptmann Uwe Carstensen im Auftrag des Bundesverteidigungsministers Hans Apel das Ehrenkreuz der Bundeswehr in Silber verliehen.
Ein eigenständiges Kommando des Geschwaders verlegte am 7. Juni 1981 zur Canadian Forces Base Goose Bay, um in der kanadischen Provinz Labrador den Ausbildungsflugbetrieb im Hochgeschwindigkeitstiefstflug zu trainieren.
Am 2. April 1984 wurden während der NATO-Übung Highway 84 auf einem Autobahn-Behelfsflugplatz, einem Teilstück der Bundesautobahn 29 zwischen Großenkneten und Ahlhorn, auch Starts und Landungen mit den F-4 Phantom des Geschwaders durchgeführt.
Am 12. März 1986 wurde die 100.000 Flugstunde mit dem Flugzeugmuster F-4 Phantom erreicht.

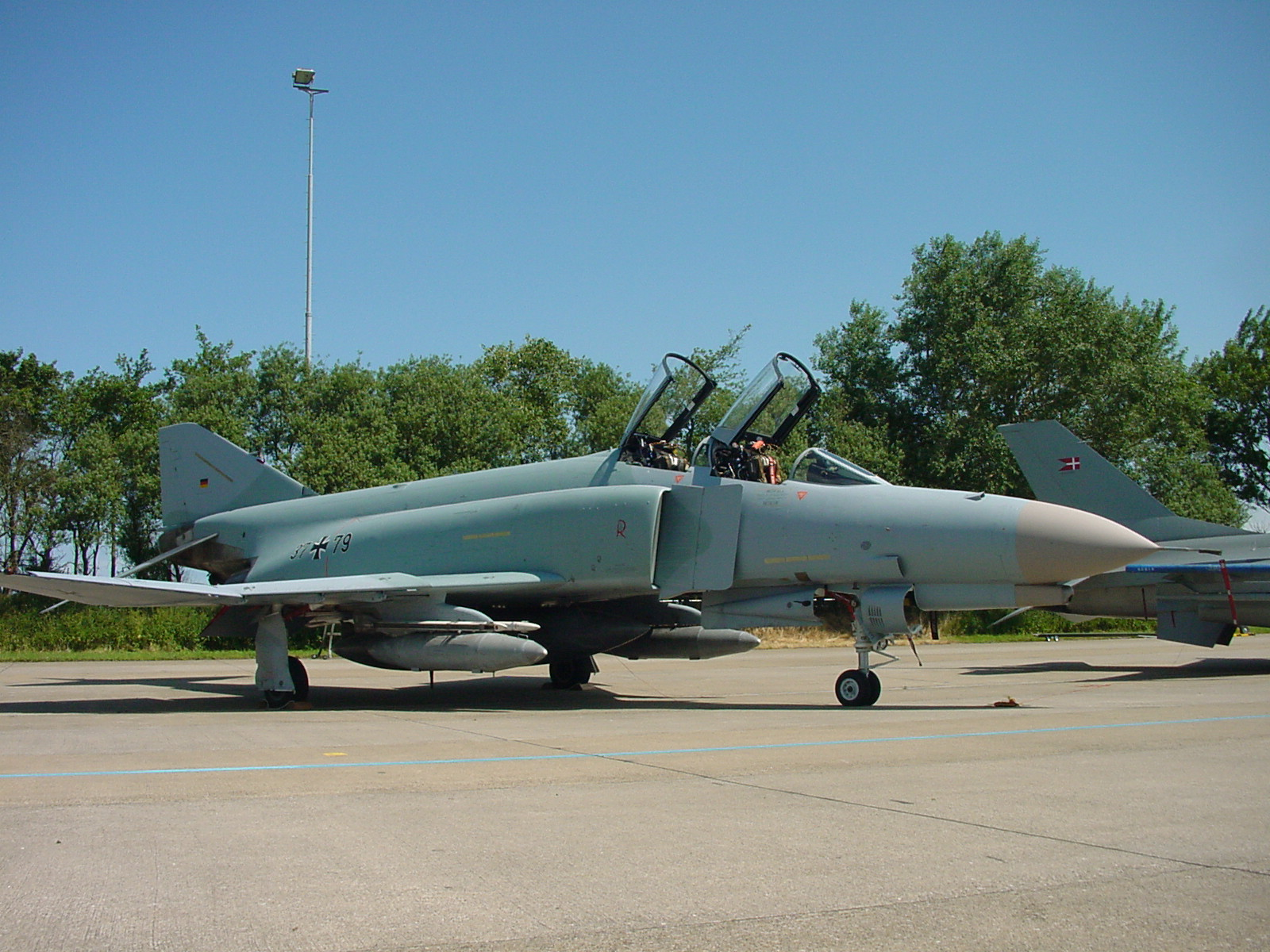
F-4F Phantom II des JG 71, 2006

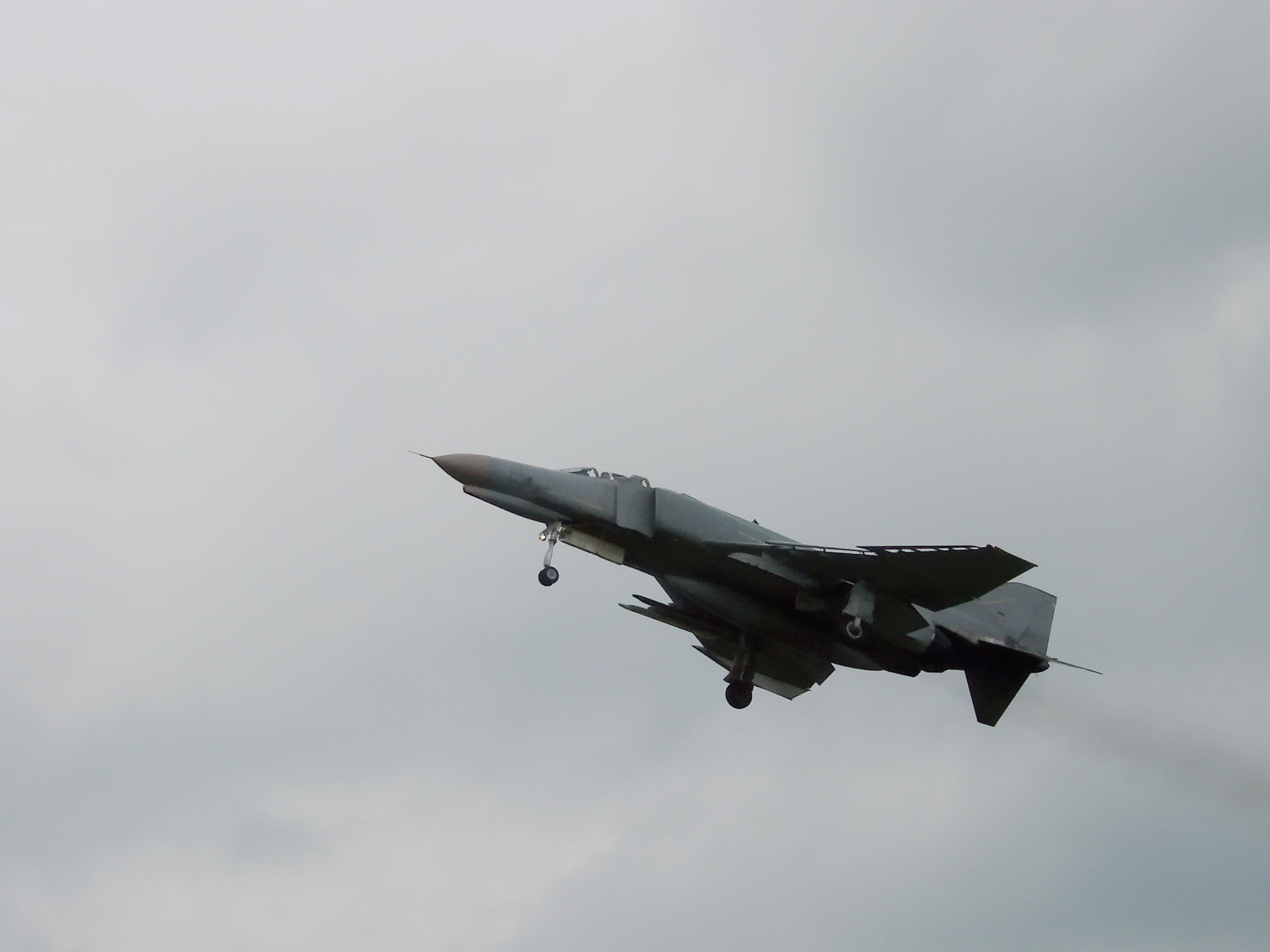
Eine F-4F Phantom II des JG 71 beim Landeanflug 2007

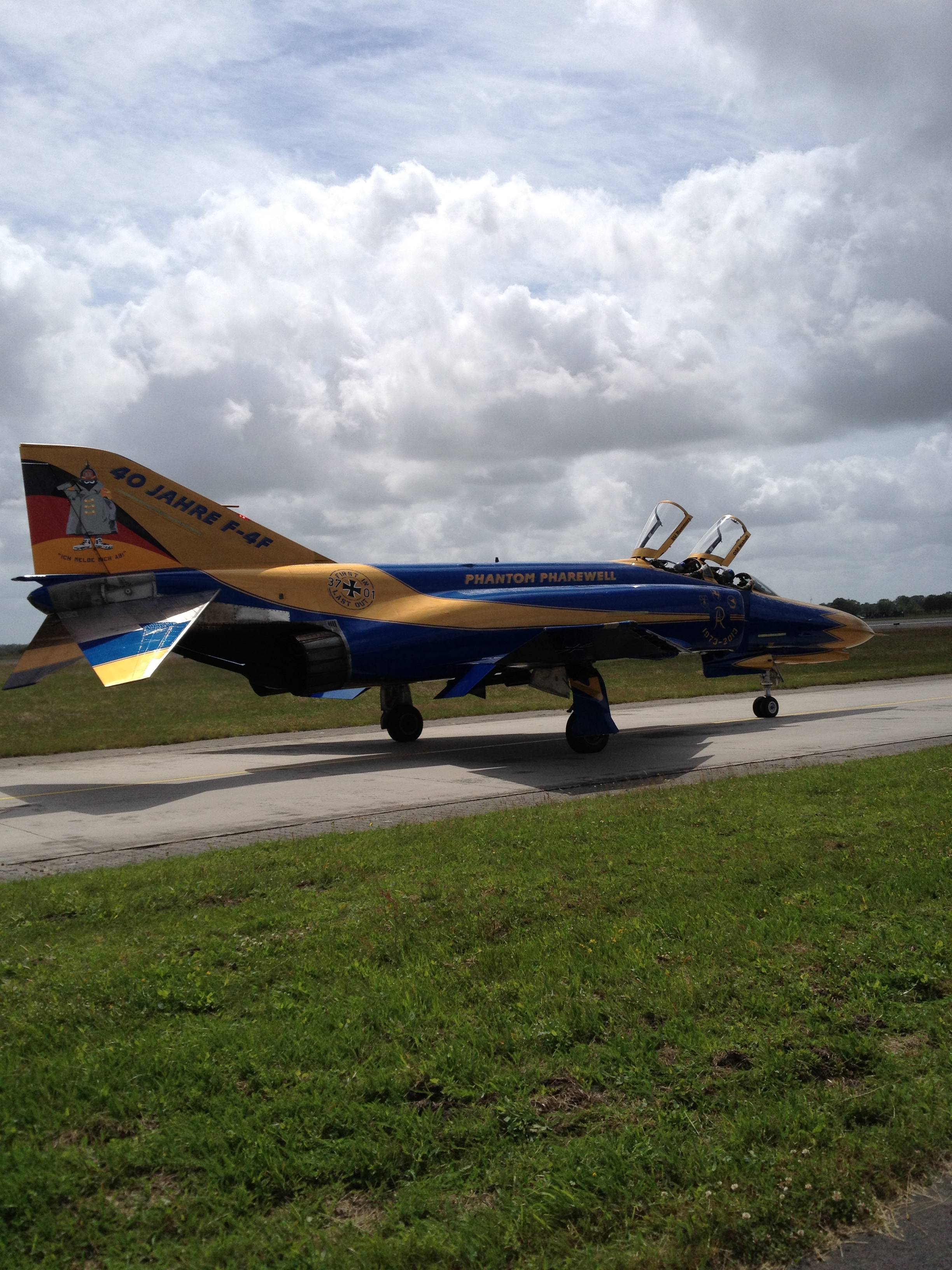
Die 37+01 des JG 71 beim „Roll“ zum letzten Flug 2013

Am 26. Mai 1987 fingen zwei F-4F Phantom II-Abfangjäger als Alarmrotte einen sowjetischen Langstreckenbomber vom Typ Tupolew Tu-22 ab, der auf der Achse Wittmund-Jever zuflog und drängten diesen in den britischen Luftraum ab.
Der Zweitauftrag als Jagdbomber (Fighter Bomber Attack, FBA) wurde mit Wirkung zum 1. Juli 1988 aufgrund des höheren Stellenwertes der Abfangjagd wieder aufgegeben.
Nach dem Ende des Kalten Krieges 1990 wurde das Geschwader ab 1. Juli 1995 Teil der deutschen Krisenreaktionskräfte (KRK) und kann damit auch einen möglichen Einsatzauftrag außerhalb des Bündnisgebietes der NATO wahrnehmen.
Am 22. Juli 1993 trafen die ersten kampfwertgesteigerten F-4F ICE Phantom II auf dem Fliegerhorst ein.
Am 6. Juli 2004 besuchte der Inspekteur der Luftwaffe, Generalleutnant Klaus-Peter Stieglitz das Geschwader und am 17. Januar 2006 erfolgte der Antrittsbesuch von Verteidigungsminister Franz Josef Jung stellvertretend für die Luftwaffe.
2005, 2008 und 2009 übernahm das Geschwader im Rahmen des Air Policing Baltikum für mehrere Monate im Auftrag der NATO von Litauen aus die Luftraumüberwachung und den Luftraumschutz in den baltischen Staaten. Im ersten Tertial 2011 sollte das JG 71 „R“ wieder mit 6 F-4F diesen Auftrag von den USA übernehmen.
Am 30. Mai 2007 erreichte das Geschwader insgesamt 250.000 Flugstunden mit dem Flugzeugtyp F-4 Phantom II.
Im Mai 2007 verlegte die Schweizer Luftwaffe für zwei Wochen sieben F/A-18 Hornet nach Wittmundhafen; sie trainierten dort zusammen mit Piloten des JG 71.
Am 26. Juni 2007 wurde mit dem Bau des Simulatorgebäudes für das neue Mehrzweckkampfflugzeug Eurofighter begonnen. Für den Umbau des Fliegerhorstes waren 120 Millionen Euro veranschlagt.
Im März 2009 wurden sechs F-4F Phantom zum Militärflugplatz Decimomannu nach Sardinien (Italien) verlegt und ab 9. April 2009 weiter zum Luftwaffenstützpunkt Al Dhafra in den Vereinigten Arabischen Emiraten. Die Piloten nahmen während einer multinationalen Übung am Advanced Tactical Leadership Course 12 (ATLC 12), (Fortgeschrittener taktischer Führungslehrgang 12), teil.
2010 waren noch 45 der F-4-Phantom-Maschinen auf dem Fliegerhorst stationiert. Vom 1. bis 25. Juni 2010 übernahm im Auftrag der NATO-Luftverteidigung (NATINADS) erstmals die Luftwaffe Air-Policing-Aufgaben im Luftraum von Island. Dabei wurden sechs F-4 Phantom und 140 Soldaten des Geschwaders auf dem Flughafen Keflavík eingesetzt. Siehe Air Policing Island.
Der Flugbetrieb mit der F-4F Phantom II wurde ab Mitte 2013 endgültig eingestellt.

### Ab 2013: Eurofighter

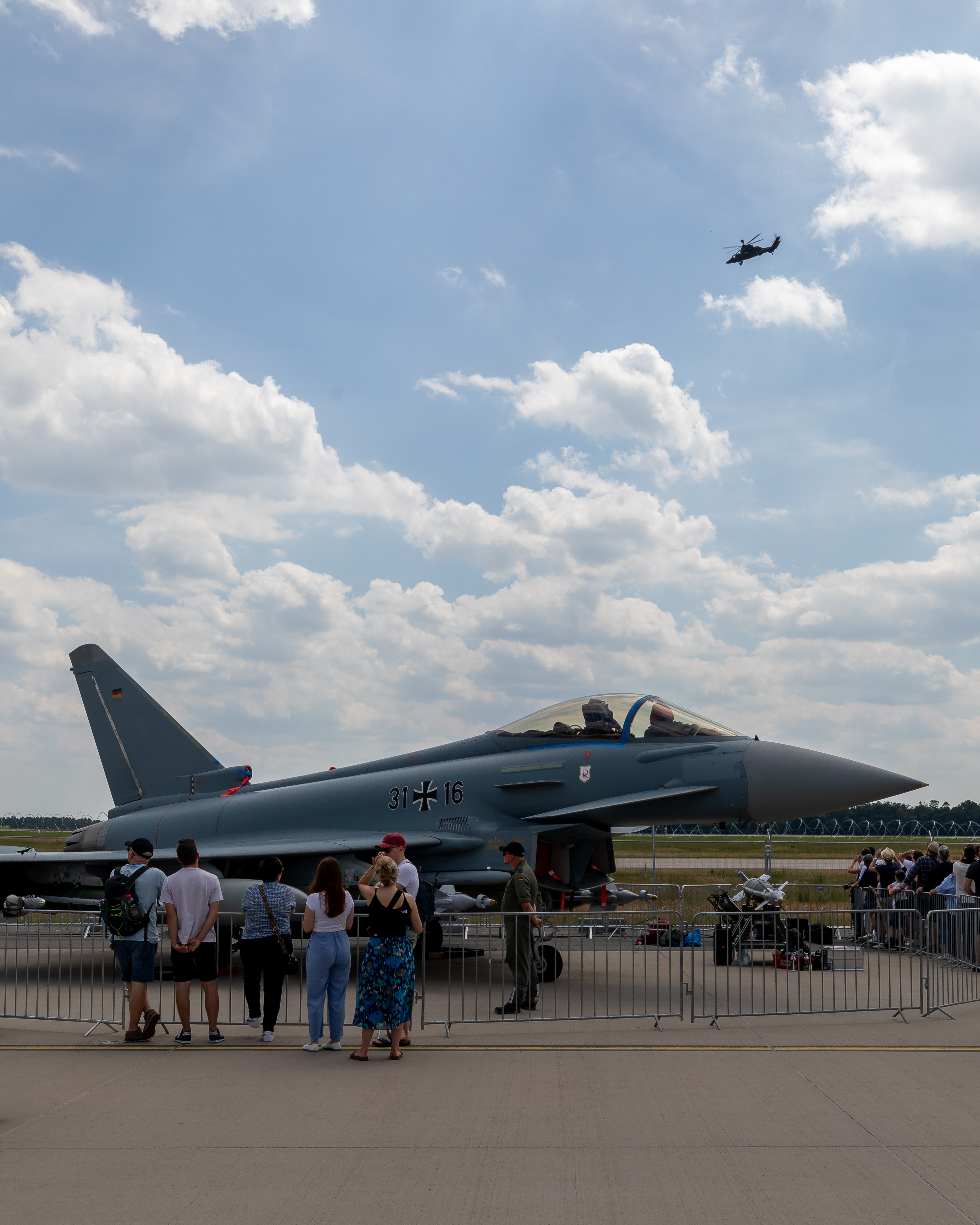
Eurofighter Typhoon des Geschwaders bei der ILA 2024

Am 8. April 2013 landete der erste von 9 Eurofightern, die ab dem 1. Juli 2013 die F-4 Phantom als Alarmrotte ablösten.
Vom 28. bis zum 30. Juni 2013 verabschiedete sich das Geschwader im Rahmen eines Tages der offenen Tür von dem Luftfahrzeug F-4F „Phantom II“. Das speziell lackierte Flugzeug mit dem Kennzeichen 37+01 absolvierte am Nachmittag des 29. Juni 2013 den letzten Flug einer Phantom im Dienste der Luftwaffe. Rund 100.000 Besucher sollen das „Phantom Pharewell“ genannte Event verfolgt haben.
Mit Wirkung zum 30. September 2013 wurde das Jagdgeschwader 71 „Richthofen“ aufgelöst. Dafür wurde am 1. Oktober 2013 die Taktische Luftwaffengruppe „Richthofen“ (TaktLwGrp „R“) als ausgelagerter Teil des Taktischen Luftwaffengeschwaders 31 „Boelcke“ neu aufgestellt. Die TaktLwGrp „R“ in Wittmund bestand aus einer Einsatzstaffel (Fliegende Staffel), einer Technischen Staffel (Wartung und Instandsetzung), einer Flugplatzstaffel und einer Versorgungsstaffel. Die Zeit der TaktLwGrp war geprägt durch Standortunsicherheit. In Folge erfolgte so gut wie keine Investition mehr in die Infrastruktur am Standort Wittmund.
Mit der Entscheidung zur Auflösung der deutschen Präsenz am Standort Holloman Air Force Base in den USA und der Verlagerung der Waffensystemausbildung Panavia Tornado zurück nach Deutschland  wurden Mittel frei für ein weiteres  Eurofighter-Geschwader. In der Folge wurde die TaktLwGrp „R“ des TaktLwG 31  „B“ wieder aufgelöst und am 1. Juli 2016 das Taktische Luftwaffengeschwader 71 „Richthofen“ als vollwertiges Geschwader neu aufgestellt. Es untersteht dem Kommandeur Fliegende Verbände des Luftwaffentruppenkommandos in Köln und soll bis 2025 seine volle Stärke erreichen. Auf Grund der jahrelang vernachlässigten Infrastruktur sind in Wittmund Investitionen von mehr als 350 Mio. € erforderlich.
Für die Baumaßnahmen verlegte die Bundeswehr im Januar 2022 die 19 in Wittmundhafen stationierten Eurofighter nach Laage südlich von Rostock. Dort bleiben die Kampfjets, die auch eine Alarmrotte zur Absicherung des deutschen Luftraumes stellen, bis 2024 stationiert.

## Kommodore/Kommandeur

1./ Jagdstaffel 711

2./ Jagdstaffel 712

| Nr. | Name                            | Beginn der Berufung | Ende der Berufung  |
| --- | ------------------------------- | ------------------- | ------------------ |
| 23  | Oberst Björn Andersen           | 27. Februar 2023    |                    |
| 22  | Oberst Walfried Ramspott        | 1. Juni 2021        | 27. Februar 2023   |
| 21  | Oberst Kai Ohlemacher           | 12. Dezember 2017   | 1. Juni 2021       |
| 20  | Oberst Oliver Spoerner          | 1. Juli 2016        | 11. Dezember 2017  |
| 19  | Oberstleutnant Gero Finke       | 23. Januar 2015     | 30. Juni 2016      |
| 18  | Oberstleutnant Timo Heimbach    | 1. Oktober 2013     | 23. Januar 2015    |
| 17  | Oberst Gerhard Roubal           | 28. April 2009      | 1. Juli 2013       |
| 16  | Oberst Christian Badia          | 24. Februar 2006    | 28. April 2009     |
| 15  | Oberst Achim Rützel             | 1. Oktober 2003     | 23. Februar 2006   |
| 14  | Oberst Burkhard Pototzky        | 1. Oktober 2001     | 30. September 2003 |
| 13  | Oberst Heinz-Joachim Hecht      | 1. Juli 1998        | 30. September 2001 |
| 12  | Oberst Wolfgang Fahl            | 1. April 1995       | 30. Juni 1998      |
| 11  | Oberst Dierk-Peter Merklinghaus | 1. April 1993       | 31. März 1995      |
| 10  | Oberst Heinz-Gerd Nowak         | 1. Juli 1989        | 31. März 1993      |
| 9   | Oberst Dirk Böcker              | 1. April 1987       | 30. Juni 1989      |
| 8   | Oberst Klaus Eggert             | 1. Oktober 1983     | 31. März 1987      |
| 7   | Oberst Lothar Kompch            | 3. Oktober 1979     | 30. September 1983 |
| 6   | Oberst Erwin Willing            | 20. September 1976  | 2. Oktober 1979    |
| 5   | Oberst Hans-Jürgen Rentel       | 10. Oktober 1972    | 19. September 1976 |
| 4   | Oberst Ulrich Pieper            | 26. September 1970  | 9. Oktober 1972    |
| 3   | Oberst Horst Dieter Kallerhoff  | 2. April 1967       | 25. September 1970 |
| 2   | Oberst Günther Josten           | 30. Mai 1962        | 1. April 1967      |
| 1   | Oberstleutnant Erich Hartmann   | 19. Januar 1959     | 29. Mai 1962       |

## Zwischenfälle
Beim Flugbetrieb des Geschwaders ereignete sich eine Anzahl von Flugunfällen. Seit 1999 fliegt das Geschwader unfallfrei.